# Singapores Grand Prix 2023
Singapores Grand Prix 2023 (officielt navn: Formula 1 Singapore Airlines Singapore Grand Prix 2023) var et Formel 1-løb, som blev kørt den 17. september 2023 på Marina Bay Street Circuit i Singapore. Det var det femtende løb i Formel 1-sæsonen 2023.
Løbet blev vundet af Ferraris Carlos Sainz Jr., som hermed blev den første ikke-Red Bull kører til at vinde et ræs i 2023 sæsonen.

## Kvalifikation
| Pos.               | Nr. | Kører             | Konstruktør                  | Del 1    | Del 2     | Del 3    | Grid |
| ------------------ | --- | ----------------- | ---------------------------- | -------- | --------- | -------- | ---- |
| 1                  | 55  | Carlos Sainz, Jr. | Ferrari                      | 1.32,339 | 1.31,439  | 1.30,984 | 1    |
| 2                  | 63  | George Russell    | Mercedes                     | 1.32,331 | 1.31,743  | 1.31,056 | 2    |
| 3                  | 16  | Charles Leclerc   | Ferrari                      | 1.32,406 | 1.32,012  | 1.31,063 | 3    |
| 4                  | 4   | Lando Norris      | McLaren-Mercedes             | 1.32,483 | 1.31,951  | 1.31,270 | 4    |
| 5                  | 44  | Lewis Hamilton    | Mercedes                     | 1.32,651 | 1.32,019  | 1.31,485 | 5    |
| 6                  | 20  | Kevin Magnussen   | Haas-Ferrari                 | 1.32,242 | 1.31,892  | 1.31,575 | 6    |
| 7                  | 14  | Fernando Alonso   | Aston Martin Aramco-Mercedes | 1.32,584 | 1.31,835  | 1.31,615 | 7    |
| 8                  | 31  | Esteban Ocon      | Alpine-Renault               | 1.32,369 | 1.32,089  | 1.31,673 | 8    |
| 9                  | 27  | Nico Hülkenberg   | Haas-Ferrari                 | 1.32,100 | 1.31,994  | 1.31,808 | 9    |
| 10                 | 40  | Liam Lawson       | AlphaTauri-Honda RBPT        | 1.32,215 | 1.32,166  | 1.32,268 | 10   |
| 11                 | 1   | Max Verstappen    | Red Bull Racing-Honda RBPT   | 1.32,398 | 1.32,173  | N/A      | 11   |
| 12                 | 10  | Pierre Gasly      | Alpine-Renault               | 1.32,452 | 1.32,274  | N/A      | 12   |
| 13                 | 11  | Sergio Pérez      | Red Bull Racing-Honda RBPT   | 1.32,099 | 1.32,310  | N/A      | 13   |
| 14                 | 23  | Alexander Albon   | Williams-Mercedes            | 1.32,668 | 1.33,719  | N/A      | 14   |
| 15                 | 22  | Yuki Tsunoda      | AlphaTauri-Honda RBPT        | 1.31,991 | Ingen tid | N/A      | 15   |
| 16                 | 77  | Valtteri Bottas   | Alfa Romeo-Ferrari           | 1.32,809 | N/A       | N/A      | 16   |
| 17                 | 81  | Oscar Piastri     | McLaren-Mercedes             | 1.32,902 | N/A       | N/A      | 17   |
| 18                 | 2   | Logan Sargeant    | Williams-Mercedes            | 1.33,252 | N/A       | N/A      | 18   |
| 19                 | 24  | Zhou Guanyu       | Alfa Romeo-Ferrari           | 1.33,258 | N/A       | N/A      | PL1  |
| 20                 | 18  | Lance Stroll      | Aston Martin Aramco-Mercedes | 1.33,397 | N/A       | N/A      | –2   |
| 107%-tid: 1.38,430 |     |                   |                              |          |           |          |      |
| Kilde:             |     |                   |                              |          |           |          |      |

Noter:
↑1 - Zhou Guanyu måtte starte fra pit lane, efter at have lavet ændringer på bilen under parc fermé.
↑2 - Lance Stroll måtte trække sig fra løbet efter et stort uheld i kvalificering. Hans plads på griden var derfor tom.

## Resultat
| Pos.                                                               | Nr. | Kører             | Konstruktør                  | Omgange | Tid/Udgået              | Startpos. | Point |
| ------------------------------------------------------------------ | --- | ----------------- | ---------------------------- | ------- | ----------------------- | --------- | ----- |
| 1                                                                  | 55  | Carlos Sainz, Jr. | Ferrari                      | 62      | 1:46.37,418             | 1         | 25    |
| 2                                                                  | 4   | Lando Norris      | McLaren-Mercedes             | 62      | +0,812                  | 4         | 18    |
| 3                                                                  | 44  | Lewis Hamilton    | Mercedes                     | 62      | +1,269                  | 5         | 16    |
| 4                                                                  | 16  | Charles Leclerc   | Ferrari                      | 62      | +21,177                 | 3         | 121   |
| 5                                                                  | 1   | Max Verstappen    | Red Bull Racing-Honda RBPT   | 62      | +21,441                 | 11        | 10    |
| 6                                                                  | 10  | Pierre Gasly      | Alpine-Renault               | 62      | +38,441                 | 12        | 8     |
| 7                                                                  | 81  | Oscar Piastri     | McLaren-Mercedes             | 62      | +41,479                 | 17        | 6     |
| 8                                                                  | 11  | Sergio Pérez      | Red Bull Racing-Honda RBPT   | 62      | +59,5342                | 13        | 4     |
| 9                                                                  | 40  | Liam Lawson       | AlphaTauri-Honda RBPT        | 62      | +1.05,918               | 10        | 2     |
| 10                                                                 | 20  | Kevin Magnussen   | Haas-Ferrari                 | 62      | +1.12,116               | 6         | 1     |
| 11                                                                 | 23  | Alexander Albon   | Williams-Mercedes            | 62      | +1.13,417               | 14        |       |
| 12                                                                 | 24  | Zhou Guanyu       | Alfa Romeo-Ferrari           | 62      | +1.23,649               | PL        |       |
| 13                                                                 | 27  | Nico Hülkenberg   | Haas-Ferrari                 | 62      | +1.26,201               | 9         |       |
| 14                                                                 | 2   | Logan Sargeant    | Williams-Mercedes            | 62      | +1.26,889               | 18        |       |
| 15                                                                 | 14  | Fernando Alonso   | Aston Martin Aramco-Mercedes | 62      | +1.27,603               | 7         |       |
| 163                                                                | 63  | George Russell    | Mercedes                     | 61      | Uheld                   | 2         |       |
| Ret                                                                | 77  | Valtteri Bottas   | Alfa Romeo-Ferrari           | 51      | Overophedning           | 16        |       |
| Ret                                                                | 31  | Esteban Ocon      | Alpine-Renault               | 42      | Gearkasse               | 8         |       |
| Ret                                                                | 22  | Yuki Tsunoda      | AlphaTauri-RBPT              | 0       | Sammenstød              | 15        |       |
| DNS                                                                | 18  | Lance Stroll      | Aston Martin Aramco-Mercedes | 0       | Uheld i kvalificeringen | –         |       |
| Hurtigste omgang: Lewis Hamilton (Mercedes) - 1.35,867 (omgang 47) |     |                   |                              |         |                         |           |       |
| Kilde:                                                             |     |                   |                              |         |                         |           |       |

Noter:
↑1 - Inkluderer point for hurtigste omgang.
↑2 - Sergio Pérez blev givet en 5-sekunders straf for at være skyld i et sammenstød med Alexander Albon. Hans forblev uændret af straffen.
↑3 - George Russell udgik af ræset, men blev klassificeret som færdiggjort, i det at han havde kørt mere end 90% af ræsdistancen.

## Stilling i mesterskaberne efter løbet
| Pos. | Kører            | Point |
| ---- | ---------------- | ----- |
| 1    | Max Verstappen   | 374   |
| 2    | Sergio Pérez     | 223   |
| 3    | Lewis Hamilton   | 180   |
| 4    | Fernando Alonso  | 170   |
| 5    | Carlos Sainz Jr. | 142   |

| Pos. | Konstruktør           | Point |
| ---- | --------------------- | ----- |
| 1    | Red Bull-Honda RBPT   | 597   |
| 2    | Mercedes              | 289   |
| 3    | Ferrari               | 265   |
| 4    | Aston Martin-Mercedes | 217   |
| 5    | McLaren-Mercedes      | 139   |